# Armand Gobé
Pour les articles homonymes, voir Gobé.
Armand Léon Gobé (Saint-Barthélemy-d'Anjou, 5 juillet 1883 - Paris 15e, 28 mai 1976) était un aviateur français, pionnier de l'aviation. Il battit en 1911 le record du monde de distance sans escale en couvrant 740 kilomètres en 8 heures et 16 minutes.

## Distinctions
- Officier de la Légion d'honneur[2]
- Médaille de l'Aéronautique[2]